# Ключи (Грачёвский район)
Ключи — село в Грачёвском районе Оренбургской области, административный центр Ключевского сельсовета.

## География
Находится на расстоянии примерно 8 километров по прямой на запад-северо-запад от районного центра села Грачёвка.

## История
Основано в начале XIX века. До середины века принадлежало помещице Новосельцевой, а потом её сыну. В 1900 году 172 двора и 896 жителей. Селом стало с 1874 года, когда открылась церковь. В советское время работали колхозы «12 лет Октября» и им. Калинина.

## Население
Население составляло 629 человек (94 % русские) по переписи 2002 года, 526 по переписи 2010 года.